# Севница
Севница (словен. Sevnica) је град и управно средиште истоимене општине Севница, која припада Посавској регији у Републици Словенији.
По попису становништва из 2011. године, насеље Севница имало је 4.933 становника.
Овде је рођена и живела Меланија Трамп супруга Доналда Трампа.
Железничка пруга Севница-Тржишче изграђена је 1938.